# Trend Redaktions- und Verlagsgesellschaft mbH
Trend Redaktions- und Verlagsgesellschaft mbH è una casa editrice e società di sviluppo software tedesca, fondata nel 1990, attiva principalmente nel settore dell'editoria videoludica e delle simulazioni ferroviarie per PC.

## Storia
La società è stata fondata il 2 aprile 1990 a Buggingen, in Germania da Jürgen Ludwig, ed è stata iscritta al registro delle imprese di Freiburg il 27 aprile 1990. 
Negli anni Novanta, Trend si è distinta nel panorama editoriale tedesco grazie alla pubblicazione di riviste dedicate al mondo dei videogiochi e del software per PC, in particolare DOS-Trend e Bestseller Games, molto diffuse tra il 1989 e il 1999.
Secondo i registri ufficiali, Trend Redaktions- und Verlagsgesellschaft mbH risulta ancora attiva nel 2025 continuando ad operare come editore e distributore di contenuti software, focalizzandosi sulle simulazioni ferroviarie e su prodotti digitali affini.

## Attività editoriale

#### DOS-Trend (1989–1996)[5]
Rivista mensile focalizzata su shareware, software utility e videogiochi per MS-DOS, spesso accompagnata da floppy disk e successivamente CD-ROM. Diffusa durante l'epoca d'oro del mercato shareware.

#### Bestseller Games (1995–1999)[6]
Mensile che includeva versioni complete di videogiochi famosi su CD-ROM (tra cui titoli LucasArts come Monkey Island e Indiana Jones and the Fate of Atlantis). Ogni numero conteneva articoli, walkthrough e recensioni.

## Videogiochi pubblicati e sviluppati
Trend Redaktions- und Verlagsgesellschaft ha sviluppato e pubblicato numerosi giochi della serie EEP e non solo.
| Nome                                 | Anno |
| ------------------------------------ | ---- |
| EEP 17 Rail / Railway Contruction    | 2022 |
| EEP 16: Expert Eisenbahn             | 2019 |
| EEP 15: Eisenbahnsimulation          | 2019 |
| Eisenbahn.exe Professional 14        | 2017 |
| EEP Train-Simulator Mission          | 2017 |
| EEP 13: Eisenbahnsimulation          | 2016 |
| Eisenbahn X                          | 2015 |
| Railroad X                           | 2014 |
| Train Model Simulator 2008 [EEP 5.0] | 2011 |
| Eisenbahn.exe Professional 7.0       | 2010 |
| Eisenbahn.exe Professional 6.0       | 2008 |
| Drip Drop                            | 2007 |
| EEP: Eisenbahn Professional 4        | 2007 |
| Eisenbahnwelten interaktiv           | 2003 |

## Videogiochi unicamente pubblicati
Trend Redaktions- und Verlagsgesellschaft mbH conta anche svariate pubblicazioni
| Nome                                   | Anno |
| -------------------------------------- | ---- |
| Hot Dog King                           | 2006 |
| The Kings of the Dark Age              | 2005 |
| GT Racers                              | 2005 |
| Formula Challenge                      | 2005 |
| Ottifanten-Pinball                     | 2005 |
| The Final Quiz Game                    | 2005 |
| Trendris 5000                          | 2005 |
| Soda Pipes                             | 2004 |
| Jagged Alliance 2: Wildfire            | 2004 |
| Star Wraith IV: Reviction              | 2004 |
| Universal Boxing Manager               | 2004 |
| International Golf Pro                 | 2004 |
| Earth 2150 Trilogy                     | 2002 |
| Ballerburg: Castle Siege               | 2001 |
| Monster Truck Rumble                   | 2001 |
| The Broken Land                        | 2000 |
| Chicken Shoot                          | 2000 |
| Earth 2150: The Moon Project           | 2000 |
| Virtual Railroad                       | 2000 |
| BVS Solitaire Collection               | 1998 |
| Galador: The Prince and the Coward     | 1998 |
| Bestseller Games Special: Ausgabe 8    | 1997 |
| Bestseller Games Special: Ausgabe 9    | 1997 |
| Serf City: Life is Feudal              | 1993 |
| Indiana Jones and the Fate of Atlantis | 1992 |
| Knights of Xentar (NSFW)               | 1991 |
| Battle Isle                            | 1991 |